# N941 (België)
De N941 is een gewestweg in de Belgische provincie Namen. Deze weg vormt de verbinding tussen Naninne en Coutisse. 
De totale lengte van de N941 bedraagt ongeveer 9,5 kilometer.

## Plaatsen langs de N941
- Naninne
- Wierde
- Mozet
- Faulx-les-Tombes
- Goyet
- Strud